# Beach Boys' Party! Uncovered and Unplugged
Beach Boys' Party! Uncovered and Unplugged es un álbum de compilación y remix de The Beach Boys editado por el sello Capitol Records el 20 de noviembre de 2015. Es una expansión de 81 pistas del original  Beach Boys' Party!, presentado sin los "efectos" que ponían al álbum en el contexto de una fiesta, aparte se editaron una selección de tomas descartadas recogidas de cinco sesiones de grabación originales del álbum.

## Lista de canciones

### Disco 1
| The Album |                                       |                                                         |                          |          |  |
| N.º       | Título                                | Escritor(es)                                            | Lead vocal(s)            | Duración |  |
| 1.        | «Hully Gully»                         | Fred Smith, Cliff Goldsmith                             | Mike Love                | 2:22     |  |
| 2.        | «I Should Have Known Better»          | Lennon–McCartney                                        | Carl Wilson, Al Jardine  | 1:40     |  |
| 3.        | «Tell Me Why»                         | Lennon–McCartney                                        | C. Wilson, Jardine       | 1:47     |  |
| 4.        | «Papa-Oom-Mow-Mow»                    | Carl White, Al Frazier, Sonny Harris, Turner Wilson Jr. | Brian Wilson             | 2:18     |  |
| 5.        | «Mountain of Love»                    | Harold Dorman                                           | Love                     | 2:51     |  |
| 6.        | «You've Got to Hide Your Love Away»   | Lennon–McCartney                                        | Dennis Wilson            | 2:25     |  |
| 7.        | «Devoted to You»                      | Boudleaux Bryant                                        | B. Wilson, Love          | 2:20     |  |
| 8.        | «Alley Oop»                           | Dallas Frazier                                          | Love                     | 2:55     |  |
| 9.        | «There's No Other (Like My Baby)»     | Phil Spector, Leroy Bates                               | B. Wilson                | 2:57     |  |
| 10.       | «I Get Around" / "Little Deuce Coupe» | Brian Wilson, Mike Love, Roger Christian                | Love                     | 3:20     |  |
| 11.       | «The Times They Are a-Changin'»       | Bob Dylan                                               | Jardine                  | 2:25     |  |
| 12.       | «Barbara Ann»                         | Fred Fassert                                            | B. Wilson, Dean Torrence | 3:26     |  |

| Session #1 - 8/23/65 |                                          |                             |                                                |          |  |
| N.º                  | Título                                   | Escritor(es)                | Lead vocal(s)                                  | Duración |  |
| 13.                  | «Let's Get This Party Rolling»           |                             |                                                | 1:58     |  |
| 14.                  | «I Should Have Known Better» (Take 1)    | Lennon–McCartney            | C. Wilson, Jardine                             | 1:43     |  |
| 15.                  | «Ruby Baby» (Take 1)                     | Jerry Leiber, Mike Stoller  | B. Wilson                                      | 2:14     |  |
| 16.                  | «(I Can't Get No) Satisfaction» (Take 1) | Mick Jagger, Keith Richards | B. Wilson, C. Wilson, D. Wilson, Jardine, Love | 2:15     |  |
| 17.                  | «Hully Gully» (Take 1)                   | Smith, Goldsmith            | Love                                           | 2:08     |  |
| 18.                  | «Blowin' in the Wind»                    | Dylan                       | Jardine                                        | 3:04     |  |
| 19.                  | «Dialog: 'The Sunrays'»                  |                             |                                                | 1:29     |  |

| Session #2 - 9/8/65 |                                        |                      |               |          |  |
| N.º                 | Título                                 | Escritor(es)         | Lead vocal(s) | Duración |  |
| 20.                 | «Ruby Baby #2»                         | Leiber, Stoller      |               | 2:16     |  |
| 21.                 | «Dialog: 'The Masked Phantom'»         |                      |               | 1:10     |  |
| 22.                 | «Hully Gully #2»                       | Smith, Goldsmith     |               | 3:25     |  |
| 23.                 | «Dialog: 'Carl, Go Get Your Bass'»     |                      |               | 2:00     |  |
| 24.                 | «Hully Gully #3»                       | Smith, Goldsmith     |               | 2:11     |  |
| 25.                 | «(I Can't Get No) Satisfaction #2»     | Jagger, Richards     |               | 2:03     |  |
| 26.                 | «Dialog: 'That's A Bad Guitar'»        |                      |               | 0:28     |  |
| 27.                 | «Ruby Baby #3»                         | Leiber, Stoller      |               | 2:04     |  |
| 28.                 | «Dialog: 'What's The Matter Carl?'»    |                      |               | 0:23     |  |
| 29.                 | «Ruby Baby #4»                         | Leiber, Stoller      |               | 2:44     |  |
| 30.                 | «Dialog: 'Carl's Tires'»               |                      |               | 0:23     |  |
| 31.                 | «I Should Have Known Better #2»        | Lennon–McCartney     |               | 0:46     |  |
| 32.                 | «I Should Have Known Better #3»        | Lennon–McCartney     |               | 1:29     |  |
| 33.                 | «Dialog: 'Wasn't That Great Folks?'»   |                      |               | 0:25     |  |
| 34.                 | «Tell Me Why #1»                       | Lennon–McCartney     |               | 0:59     |  |
| 35.                 | «Don't Worry Baby»                     | B. Wilson, Christian |               | 0:44     |  |
| 36.                 | «You've Got To Hide Your Love Away #1» | Lennon–McCartney     |               | 2:20     |  |
| 37.                 | «Little Deuce Coupe #1»                | B. Wilson, Love      |               | 1:55     |  |
| 38.                 | «California Girls»                     | B. Wilson, Love      |               | 2:56     |  |

### Disco 2
| Session #2 - 9/8/65 (Continued) |                                                                                      |              |               |          |  |
| N.º                             | Título                                                                               | Escritor(es) | Lead vocal(s) | Duración |  |
| 1.                              | «She Belongs To Me / The Artist (Laugh At Me) #1»                                    |              |               |          |  |
| 2.                              | «Fooling Around: Hang On Sloopy / You've Lost That Lovin' Feelin' / Twist And Shout» |              |               |          |  |
| 3.                              | «Riot In Cell Block No.9 #1»                                                         |              |               |          |  |
| 4.                              | «Fooling Around: The Diary»                                                          |              |               |          |  |
| 5.                              | «Dialog: 'I Think We Better Do This Next Week'»                                      |              |               |          |  |

| Session #3 - 9/14/65 |                                               |              |               |          |  |
| N.º                  | Título                                        | Escritor(es) | Lead vocal(s) | Duración |  |
| 6.                   | «Dialog: 'Let's Cook Now And Eat Later'»      |              |               |          |  |
| 7.                   | «Tell My Why #2»                              |              |               |          |  |
| 8.                   | «I Should Have Known Better #4»               |              |               |          |  |
| 9.                   | «Dialog: 'What I Want To Do'»                 |              |               |          |  |
| 10.                  | «Dialog: 'Are We Still In The Party?'»        |              |               |          |  |
| 11.                  | «Mountain Of Love #1»                         |              |               |          |  |
| 12.                  | «Dialog: 'Where s Denny?'»                    |              |               |          |  |
| 13.                  | «Devoted To You #1»                           |              |               |          |  |
| 14.                  | «Dialog: 'What Are You Doing Now'»            |              |               |          |  |
| 15.                  | «You've Got To Hide Your Love Away #2»        |              |               |          |  |
| 16.                  | «Dialog: 'This Phony Party' / Ticket To Ride» |              |               |          |  |
| 17.                  | «Alley Oop #1»                                |              |               |          |  |
| 18.                  | «Alley Oop #2»                                |              |               |          |  |
| 19.                  | «Dialog: 'Tune It Like This'»                 |              |               |          |  |
| 20.                  | «There's No Other (Like My Baby) #1»          |              |               |          |  |
| 21.                  | «There's No Other (Like My Baby) #2»          |              |               |          |  |
| 22.                  | «Dialog: 'Do The Splits'»                     |              |               |          |  |
| 23.                  | «Devoted To You #2»                           |              |               |          |  |
| 24.                  | «Devoted To You #3»                           |              |               |          |  |
| 25.                  | «You've Got To Hide Your Love Away #3»        |              |               |          |  |

| Session #4 - 9/15/6 |                                        |              |               |          |  |
| N.º                 | Título                                 | Escritor(es) | Lead vocal(s) | Duración |  |
| 26.                 | «I Get Around»                         |              |               |          |  |
| 27.                 | «Little Deuce Coupe #2»                |              |               |          |  |
| 28.                 | «Mountain Of Love #2»                  |              |               |          |  |
| 29.                 | «Ticket To Ride #2»                    |              |               |          |  |
| 30.                 | «Riot In Cell Block No.9 #2»           |              |               |          |  |
| 31.                 | «The Artist (Laugh At Me) #2»          |              |               |          |  |
| 32.                 | «One Kiss Lead To Another»             |              |               |          |  |
| 33.                 | «You've Got To Hide Your Love Away #4» |              |               |          |  |

| Session #5 - 9/26/65 |                                                    |              |               |          |  |
| N.º                  | Título                                             | Escritor(es) | Lead vocal(s) | Duración |  |
| 34.                  | «You've Got To Hide Your Love Away #5»             |              |               |          |  |
| 35.                  | «Dialog: 'What Did You Stop Us For Chuck?'»        |              |               |          |  |
| 36.                  | «The Times They Are A-Changin'»                    |              |               |          |  |
| 37.                  | «Fooling Around: Heart And Soul / Long Tall Sally» |              |               |          |  |
| 38.                  | «Fooling Around: The Boy From New York City»       |              |               |          |  |
| 39.                  | «Smokey Joe's Café»                                |              |               |          |  |
| 40.                  | «Dialog: 'I Got One More'»                         |              |               |          |  |
| 41.                  | «Barbara Ann #1»                                   |              |               |          |  |
| 42.                  | «Barbara Ann #2»                                   |              |               |          |  |
| 43.                  | «Barbara Ann #3»                                   |              |               |          |  |

## Créditos
The Beach Boys
- Al Jardine – vocal, guitarra de 12 y 6 cuerdas, cenicero
- Bruce Johnston – vocal, bajo
- Mike Love – vocal
- Brian Wilson – vocal, bajo, piano, bongos
- Carl Wilson – vocal, y guitarra de 12 cuerdas y 6, bajo
- Dennis Wilson – vocal, bongos, castañuela, armónica

Músicos adicionales
- Hal Blaine – bongos
- Ray Avery – bongos
- Steve Korthof – bongos, pandereta
- Ron Swallow – pandereta
- Terry Melcher – pandereta
- Marilyn Rovell – vocal
- Billy Hinsche – armónica en "Mountain of Love"
- Dean Torrence – voz de acompañamiento en "Barbara Ann"